# Велика відставка

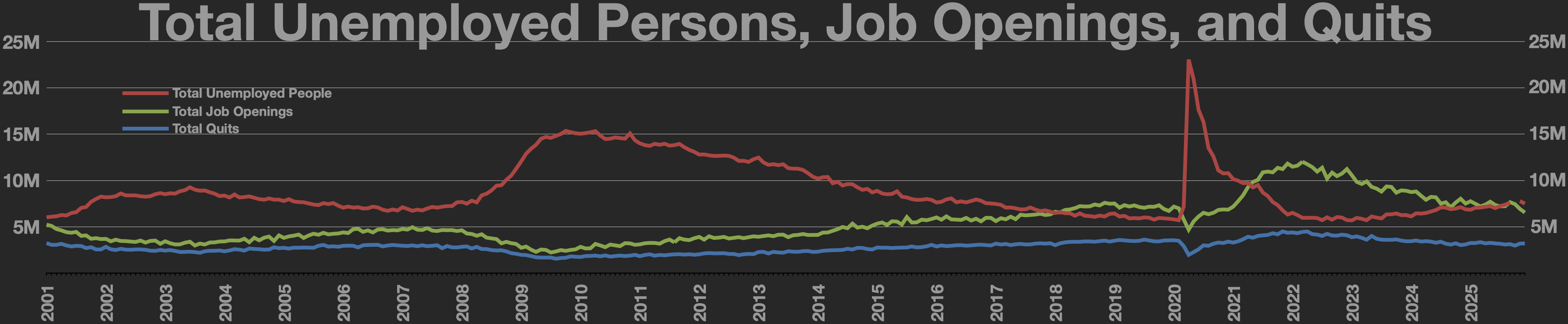

Велика відставка (англ. Great Resignation), також відома як Велике звільнення (англ. Big Quit )  — це економічна тенденція, за якої співробітники добровільно йдуть з роботи в масовому порядку, починаючи з початку 2021 року, переважно у Сполучених Штатах. Передбачається, що ця тенденція є відповіддю на пандемію COVID-19, коли американський уряд відмовився забезпечити необхідний захист працюючих, а також стагнацію заробітної плати, незважаючи на зростання вартості життя. Деякі економісти охарактеризували Велику відставку як свого роду загальний страйк, обговорюючи хвилю страйків у жовтні 2021 року.
Цей термін, можливо, був придуманий Ентоні Клотцем, професором менеджменту бізнес-школи Мейс при Техаському університеті A&amp;M, який передбачив масовий відхід працюючих у травні 2021    .